# Tony DeBlois
Anthony Thomas DeBlois, conhecido como Tony DeBlois (22 de janeiro de 1974), é um americano cego, savantista e músico.

## Biografia
Tony DeBlois nasceu prematuro, pesando menos de 2 quilos, portanto teve de ser alimentado com grandes quantidades de oxigênio. Grandes quantidades de oxigênio causam cegueira, porém os médicos, durante este tempo, não estavam cientes disso. Consequentemente, Tony ficou cego com poucos dias de idade. Ele começou a tocar piano aos dois anos de idade. Primeiro, DeBlois estudou na Perkins School for the Blind, mas em 1989 foi premiado com uma bolsa de verão para Berklee College of Music em Boston, Massachusetts. Mais tarde, ele foi admitido como um estudante em tempo integral e graduou-se magna cum laude em 1996.
DeBlois especializou-se em jazz, mas pode tocar qualquer outro tipo de música também. Savantista, ele toca 20 instrumentos musicais e já realizou concertos em todo o mundo. Ele também tem a sua própria banda, Goodnuf. Ele pode guardar cerca de 8 000 peças musicais na memória.
Um filme foi feito sobre a vida de Tony DeBlois, intitulado "Journey of the Heart" (1997), estrelado por Cybill Shepherd como Janice DeBlois, Jeremy Lelliott/Chris Demetral (como Tony jovem), Blake Heron como Ray — o irmão mais novo de Tony —, e com uma aparição do próprio Tony DeBlois a tocar piano piano no final do filme. Foi produzido por Ronnie D. Clemmer e Richard P. Kughn.